# Лео Нільсен
Лео Нільсен (дан. Leo Nielsen, 5 березня 1909 — 15 червня 1968) — данський велогонщик.
Олімпійський чемпіон 1928 року в командній шосейній гонці, срібний призер 1932 року в командній шосейній гонці.
Бронзовий призер Чемпіонату світу з велоперегонів на шосе 1931 року в аматорській груповій шосейній гонці.